# 吳兆章
吳兆章（？—？），浙江人，清朝政治人物。附贡出身。
光绪年间，擔任廣東廣州府永安縣知縣（現紫金縣知縣）。后由鄒翼清接任。